# Cove, Hampshire
Cove är en ort i distriktet Rushmoor, i grevskapet Hampshire, i England. Cove var en civil parish 1866–1932 när blev den en del av Farnborough och Hawley. Civil parish hade 3 228 invånare år 1931. Byn nämndes i Domedagsboken (Domesday Book) år 1086, och kallades då Cove.